# Списак грчких владара
Ово је списак грчких владара.

## Антика
- Списак краљева Спарте
- Списак краљева Атине
- Списак македонских краљева
- Списак краљева Понта

## Средњи век
- Списак византијских царева
- Списак никејских царева
- Списак трапезунтских царева

## Нови век и Модерно доба
- Списак краљева Грчке
- Списак председника Грчке